# بلدية طولكرم
بلدية طولكرم أحد أقدم البلديات في فلسطين والمنطقة، تأسست عام 1886، وهي الجهة الرسمية المسؤولة عن تقديم الخدمات لكافة أحياء مدينة طولكرم، وهي من أضخم وأقدم وأهم بلديات الضفة الغربية. تعتبر بلدية طولكرم ثالث أكبر هيئة محلية في الضفة الغربية؛ حيث تعد مدينة طولكرم ثالث أكبر مدينة في الضفة الغربية مساحةً وسكاناً بعد مدينتي الخليل ونابلس. و تبلغُ مساحةُ أراضي مدينة طولكرم وحدها إلى أكثر من 32.610 دونم.
تقدم البلدية خدماتها للمواطنين في مجالات البنية التحتية والتطوير والتنظيم العمراني والصحة والبيئة والثقافة وغيرها، ويدير شؤونها مجلس بلدي مكون من رئيس البلدية و14 عضواً منتخبين، ويوجد في البلدية عدد من الدوائر والوحدات والأقسام التنفيذية التي تحتوي عشرات الموظفين المختصين.
تبذل بلدية طولكرم كافة الجهود للارتقاء بمدينة طولكرم والوصول بها إلى المستوى الحضاري واللائق بمشهدها العام.

## دوائر البلدية
- دائرة الكهرباء.
- دائرة المياه والصرف الصحي.
- دائرة الطرق والأشغال العامة.
- دائرة التخطيط الاستراتيجي والدراسات والمشاريع.
- دائرة التطوير والتخطيط العمراني.
- دائرة الصحة العامة والبيئة.
- دائرة الحركة والميكانيك.
- وحدة الطوارئ.
- المعارف (لجنة ضريبة التربية والتعليم).
- دائرة العلاقات العامة والإعلام.
- دائرة العقود والمشتريات.
- دائرة الحاسوب وتكنولوجيا المعلومات.
- دائرة الشؤون الإدارية.
- الدائرة المالية.
- الدائرة القانونية.
- دائرة الرقابة الإدارية والمالية.
- دائرة المشاركة المجتمعة.
- دائرة الاستثمار.
- مركز تطوير القدرات.
- مركز الحاسوب.
- مركز خدمات الجمهور.
- المكتبة العامة.[6]

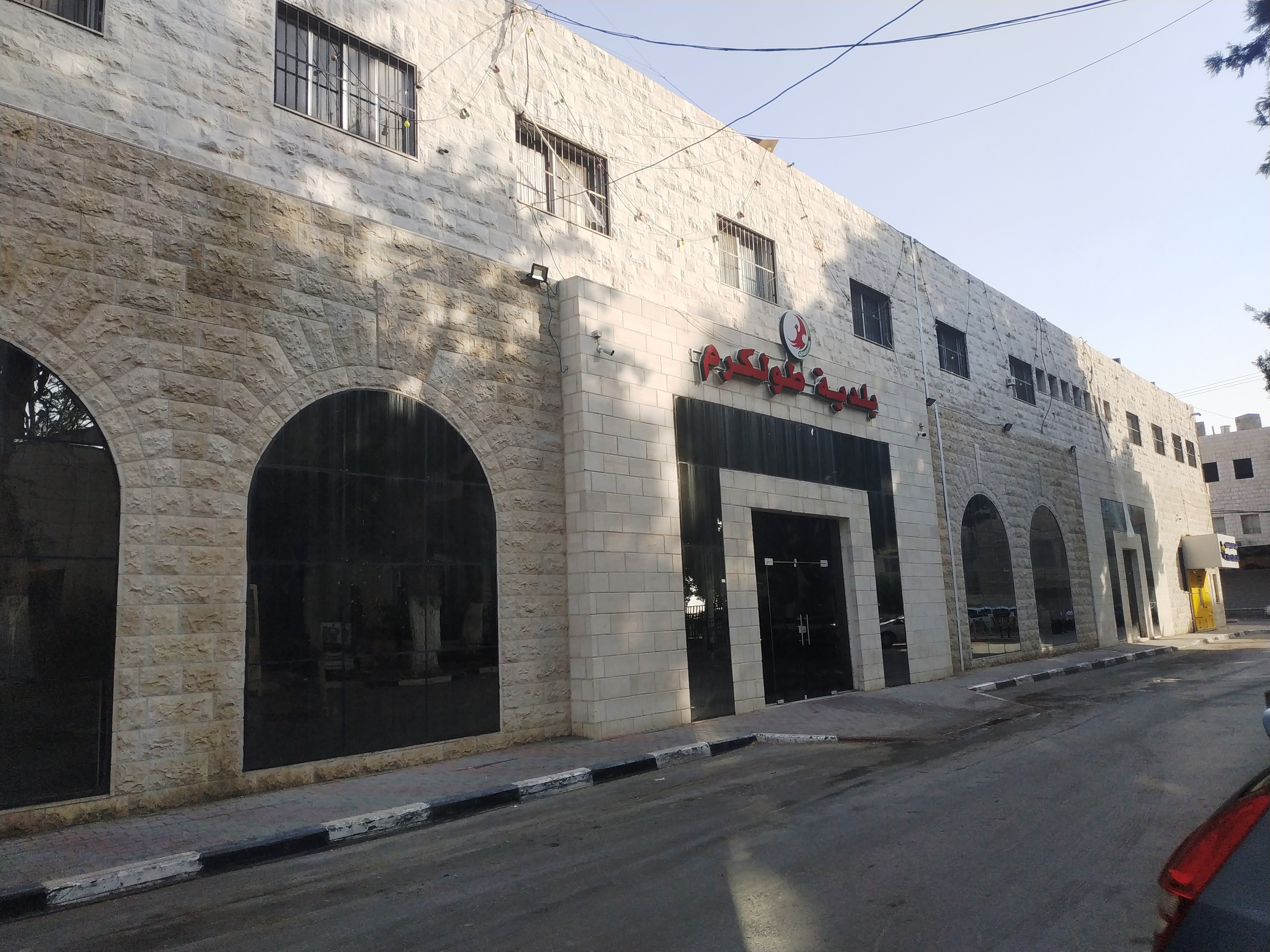
مبنى بلدية طولكرم الرئيسي (دار البلدية).
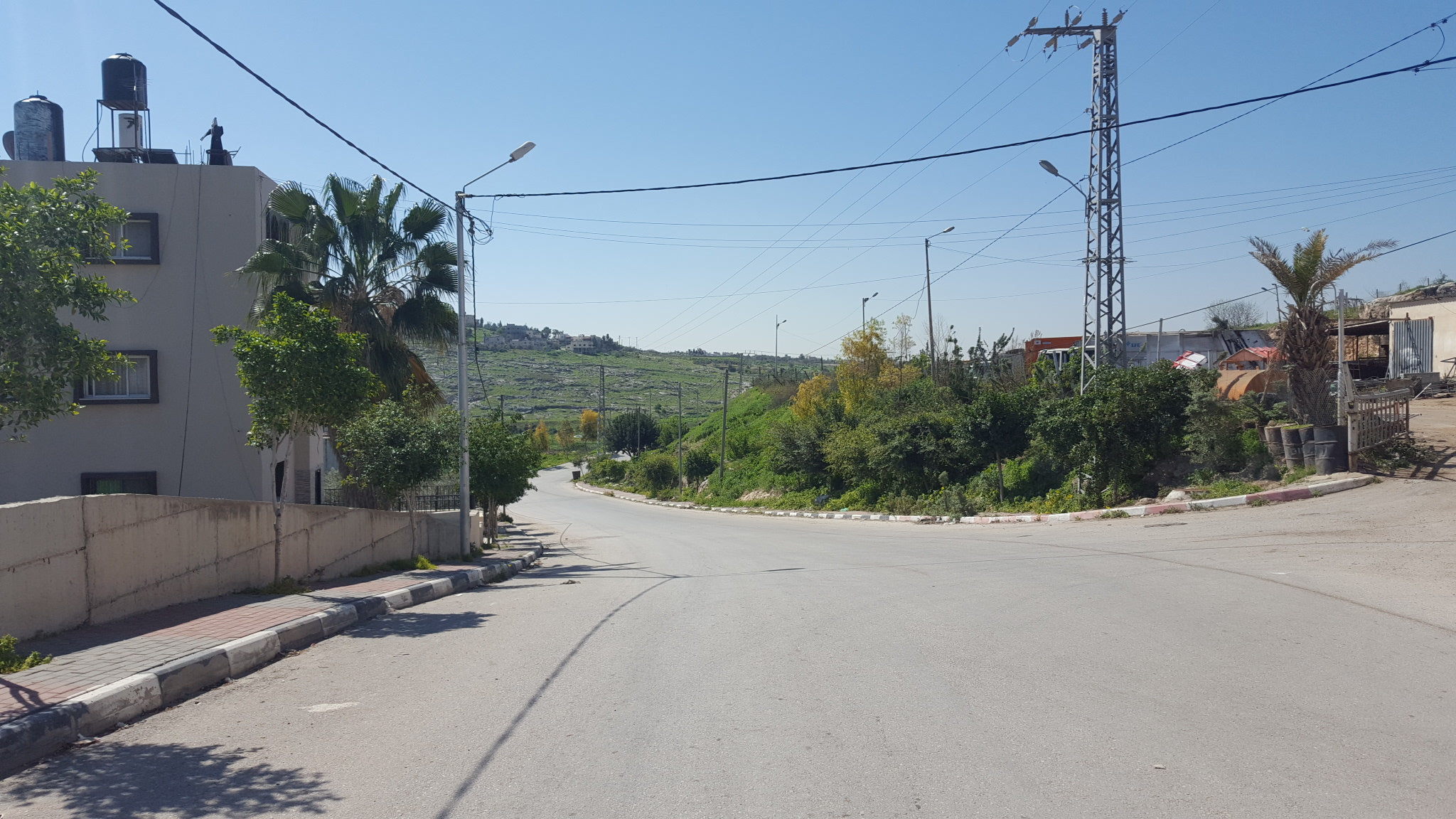
مبنى بلدية طولكرم المُخصص لدوائر الحركة والميكانيك والأشغال العامة والطوارئ.

## مباني البلدية
لبلدية طولكرم مباني كثيرة لدوائرها وأقسامها منها: مبنى دار البلدية الرئيسي، ومبنى مركز خدمات الجمهور، ومبنى دائرة الكهرباء، ومبنى دائرة المياه، ومبنى مكتبة بلدية طولكرم العامة، ومبنى دائرة الحركة والميكانيك للآليات والصيانة، ومبنى مقر محكمة الهيئات المحلية، ومبنى وحدة تطوير القدرات.
كما تملك البلدية مواقع عديدة منها: المنتزه العام، ومجمعات الباصات والكراجات، والحسبة المركزية، والمسلخ البلدي، وقصر طولكرم الثقافي، والملاعب، والمنطقة الحرفية الصناعية، وسوق الخضار والفواكه، وآبار المياه، وأبراج المياه (الحاووز)، والمقابر، ومبنى السرايا العثمانية، ومركز الاستعلامات السياحي والفندق، والحدائق، والكثير من الأراضي، وعدة مخازن، وعدة قاعات مجتمعية، وجمعيات ومراكز اجتماعية، ومراكز شحن الكهرباء المنتشرة في عموم أحياء المدينة، ومحطة لترحيل النفايات، وبرك تجميع للمياه العادمة ومياه الأمطار، ومحطات لضخ ومعالجة مياه الصرف الصحي، كما تملك ميناء أبو زابوراة الذي سيطرت عليه إسرائيل عام 1948، وغيرها.

## رؤساء بلدية طولكرم
| الرقم | بداية الفترة   | نهاية الفترة   | رئيس البلدية                            | مُلاحظات |
| ----- | -------------- | -------------- | --------------------------------------- | --- |
| 1     | 1886           | 1897           | صالح أحمد عواد                          | |
| 2     | 1897           | 1901           | أحمد مصطفى أبو الرب                     | |
| 3     | 1901           | 1905           | محمد البركة                             | |
| 4     | 1905           | 1909           | عبد الرحمن الحاج إبراهيم                | |
| 5     | 1909           | 1911           | عبد الرحمن الحاج إبراهيم                | |
| 6     | 1911           | 1913           | عبد الرحمن الحاج إبراهيم                | |
| 7     | 1913           | 1920           | عبد الرحمن الحاج إبراهيم                | |
| 8     | 1920           | 1927           | عبد الرحمن الحاج إبراهيم                | "ميخائيل سابا" عضوًا عن مقعد المسيحيين. |
| 9     | 1927           | 1934           | عبد الرحمن الحاج إبراهيم                | |
| 10    | 12 أغسطس 1934  | 9 نوفمبر 1939  | عبد الرحمن الحاج إبراهيم                | ضمن مجلس مُنتخب في انتخابات بلدية طولكرم التي جرت بتاريخ 12 أغسطس 1934. |
| 11    | 9 نوفمبر 1939  | 4 يوليو 1947   | هاشم عبد الله الجيوسي                   | ضمن مجلس مُعين بتاريخ 9 نوفمبر 1939 من قبل حكومة الانتداب البريطاني. |
| 12    | 4 يوليو 1947   | 22 مايو 1951   | هاشم عبد الله الجيوسي                   | - مجلس مُنتخب بموجب انتخابات بلدية طولكرم بتاريخ 4 يوليو 1947. - تولى طاهر حنون "بالإنابة" رئاسة بلدية طولكرم مُنذ 22 أكتوبر 1950 وحتى 22 مايو 1951 عقب تكليف هاشم الجيوسي بمنصب وزير المواصلات الأردني. |
| 13    | 22 مايو 1951   | 3 فبراير 1952  | صلاح الدين أمين مصلح صلاح               | ضمن مجلس مُعين من قبل الحكومة الأردنية. |
| 14    | 3 فبراير 1952  | 24 أبريل 1952  | فلاح عبد الفتاح حنون                    | كلفت الحكومة الأردنية فلاح حنون برئاسة البلدية لذات المجلس المُعين سابقًا. |
| 15    | 24 أبريل 1952  | 29 سبتمبر 1952 | فلاح عبد الفتاح حنون                    | ضمن مجلس مُعين من قبل الحكومة الأردنية. |
| 16    | 29 سبتمبر 1952 | 29 سبتمبر 1955 | صلاح الدين أمين مصلح صلاح               | ضمن مجلس مُنتخب. |
| 17    | 30 سبتمبر 1955 | 22 مايو 1957   | صلاح الدين أمين مصلح صلاح               | |
| 18    | 23 مايو 1957   | 17 سبتمبر 1959 | لجنة مؤقتة برئاسة قائم مقام قضاء طولكرم | بموجب قرار الحكومة الأردنية. |
| 19    | 17 سبتمبر 1959 | 14 أغسطس 1962  | "محمد كمال الدين" إبراهيم الجيوسي       | ضمن مجلس مُنتخب في انتخابات بلدية طولكرم بتاريخ 8 سبتمبر 1959. |
| 20    | 14 أغسطس 1962  | 16 أكتوبر 1963 | حلمي يوسف مصلح حنون                     | ضمن مجلس مُعين من الحكومة الأردنية |
| 21    | 16 أكتوبر 1963 | 23 أبريل 1972  | حلمي يوسف مصلح حنون                     | ضمن مجلس مُنتخب في انتخابات بلدية طولكرم بتاريخ 7 سبتمبر 1963. |
| 22    | 23 أبريل 1972  | 26 أبريل 1976  | حلمي يوسف مصلح حنون                     | ضمن مجلس بلدي مُنتخب بتاريخ 28 مارس 1972 خلال فترة الإدارة المدنية الإسرائيلية. |
| 23    | 26 أبريل 1976  | 24 أبريل 1998  | حلمي يوسف مصلح حنون                     | ضمن مجلس بلدي مُنتخب بتاريخ 12 أبريل 1976 خلال فترة الإدارة المدنية الإسرائيلية. |
| 24    | 24 أبريل 1998  | 25 أبريل 2000  | صابر أحمد عارف يعقوب                    | ضمن مجلس بلدي مُعين من وزارة الحكم المحلي الفلسطينية. |
| 25    | 26 أبريل 2000  | 23 أبريل 2008  | محمود أحمد فايق الجلاد                  | ضمن مجلس بلدي مُعين من وزارة الحكم المحلي الفلسطينية. |
| 26    | 23 أبريل 2008  | 9 يناير 2009   | وليد موسى أحمد أبو مويس                 | ضمن مجلس بلدي مُعين من وزارة الحكم المحلي الفلسطينية. |
| 27    | 9 يناير 2009   | 22 نوفمبر 2009 | أحمد عبد الرازق السلمان                 | ضمن مجلس بلدي مُعين من وزارة الحكم المحلي الفلسطينية. |
| 28    | ديسمبر 2009    | 6 نوفمبر 2012  | إياد عبد الكريم خضر الجلاد              | عقب وفاة رئيس البلدية أحمد عبد الرازق السلمان. |
| 29    | 6 نوفمبر 2012  | 2 نوفمبر 2016  | إياد عبد الكريم خضر الجلاد              | ضمن مجلس مُنتخب بموجب الانتخابات المحلية الفلسطينية 2012. |
| 30    | 2 نوفمبر 2016  | مايو 2017      | فريد جميل محمود عقل                     | ضمن مجلس حكومي لإدارة شؤون البلدية مُؤقتًا لحين إجراء الانتخابات المحلية الفلسطينية 2017. |
| 31    | مايو 2017      | 17 أبريل 2022  | محمد يعقوب محمد يعقوب                   | ضمن مجلس مُنتخب بموجب الانتخابات المحلية الفلسطينية 2017. |
| 32    | 17 أبريل 2022  | حتى الآن       | رياض عبد اللطيف عبد الكريم عوض          | ضمن مجلس مُنتخب بموجب الانتخابات المحلية الفلسطينية 2022. |

## وصلات خارجية
- الموقع الرسمي لبلدية طولكرم